# Memoria volátil
La memoria volátil de una computadora, contrario a memoria no volátil, es aquella memoria cuya información se pierde al interrumpirse el flujo eléctrico.
Algunos tipos de memorias volátiles son:
- DRAM
- RAM
- SRAM
- HPU
- GJR